# Решелл Гоукс
Решелл Гоукс (англ. Rechelle Hawkes, 30 травня 1967) — австралійська хокеїстка на траві.
Олімпійська чемпіонка 1988, 1996, 2000 років, учасниця 1992 року.
Переможниця Ігор Співдружності 1998 року.
Переможниця Трофею чемпіонів 1991, 1993, 1995, 1997, 1999 років, срібна призерка 1987, 1989 років, бронзова призерка 2000 року.
Чемпіонка світу 1994, 1998 років, срібна призерка 1990 року.